# 内纳德·克尔斯蒂契奇
内纳德·克尔斯蒂契奇(Nenad Krstičić，1990年7月3日—）是一名塞爾維亞的職業足球員，現效力西甲的阿拉维斯。

## 外部連結
- （意大利文） Nenad Krstičić （页面存档备份，存于）